# Mangifera sumbawaensis
Mangifera sumbawaensis là một loài thực vật thuộc họ Anacardiaceae. Đây là loài đặc hữu của Indonesia.